# PSA Squash Tour Finals der Damen
Die PSA Squash Tour Finals der Damen (ehemals World Series Finals bzw. World Tour Finals) sind ein Squashturnier, dass am Ende jeder Saison der PSA Squash Tour der Damen gespielt wird. Die acht besten Spielerinnen der laufenden Saison qualifizieren sich dafür und spielen um den Titel.

## Geschichte
Erstmals wurden das Turnier 1998 unter dem Namen World Grand Prix Finals ausgetragen. Von 1998 bis 2001 war Hurghada der Veranstaltungsort, ehe das Turnier für drei Jahre nach Doha wechselte. Die zunächst letzte Austragung fand 2004 statt, ehe es ab 2012 zur Neuauflage als World Series Finals kam. Austragungsort war der Queen’s Club in London. Das Finale 2012 fiel ersatzlos aus, da der Veranstaltungsort kurzfristig nicht mehr zur Verfügung stand. Auch 2013 kam es zu keiner Austragung. Nachdem die WSA in die PSA integriert wurde, wurde das Turnier in die Bezeichnung World Series Finals umgewidmet. Dabei qualifizierten sich die acht Spielerinnen, die in den Turnieren mit World-Series-Kategorie die meisten Punkte erzielt hatten. Zur Saison 2018/19 wurde das Finalturnier in PSA World Tour Finals umbenannt, zudem änderte sich der Qualifikationsmodus, nachdem nicht mehr nur die Punkte der Turniere der höchsten Wertungskategorie zählten, sondern alle über die Saison gesammelten Weltranglistenpunkte. Eine erneute Umbenennung erfolgte zur Saison 2024/25 in PSA Squash Tour Finals.

## Bisherige Siegerinnen
| Austragungsort | Jahr                                     | Siegerin            | Finalgegnerin                  | Ergebnis                |
| -------------- | ---------------------------------------- | ------------------- | ------------------------------ | ----------------------- |
| Toronto        | 2024/25                                  | Nouran Gohar        | Olivia Weaver                  | 11:10, 9:11, 11:8, 11:3 |
| Bellevue       | 2023/24                                  | Nouran Gohar        | Nour El Sherbini               | 7:11, 11:2, 11:9, 11:10 |
| Kairo          |                                          |                     |                                |                         |
| 2022/23        | Nouran Gohar                             | Hania El Hammamy    | 10:11, 11:9, 9:11, 11:6, 12:10 |                         |
| 2021/22        | Nour El Sherbini                         | Nouran Gohar        | 11:6, 11:8, 11:5               |                         |
| 2020/21        | Nouran Gohar                             | Hania El Hammamy    | 11:9, 11:6, 8:11, 11:8         |                         |
| 2019/20        | Hania El Hammamy                         | Nour El Tayeb       | 9:11, 9:11, 11:9, 11:4, 11:3   |                         |
| 2018/19        | Raneem El Weleily                        | Camille Serme       | 3:11, 8:11, 11:7, 11:4, 11:6   |                         |
| Dubai          |                                          |                     |                                |                         |
| 2017/18        | Nour El Sherbini                         | Raneem El Weleily   | 11:5, 9:11, 11:8, 11:5         |                         |
| 2016/17        | Laura Massaro                            | Nour El Sherbini    | 11:8, 12:10, 11:5              |                         |
| 2015/16        | Laura Massaro                            | Raneem El Weleily   | 9:11, 11:6, 5:11, 12:10, 11:5  |                         |
| Richmond       | 2014/15                                  | nicht stattgefunden | nicht stattgefunden            | nicht stattgefunden     |
| London         |                                          |                     |                                |                         |
| 2013/14        | nicht stattgefunden                      | nicht stattgefunden | nicht stattgefunden            |                         |
| 2012/13        | Nicol David                              | Laura Massaro       | 11:3, 11:2, 11:9               |                         |
| 2011/12        | Nicol David                              | Madeline Perry      | 11:9, 11:9, 11:9               |                         |
|                | 2004/05 bis 2010/11: nicht stattgefunden |                     |                                |                         |
| Doha           |                                          |                     |                                |                         |
| 2003/04        | Cassie Jackman                           | Natalie Grinham     | 7:9, 9:2, 10:9, 3:9, 9:6       |                         |
| 2002/03        | Carol Owens                              | Rachael Grinham     | 9:0, 9:2, 9:4                  |                         |
| 2001/02        | Sarah Fitz-Gerald                        | Carol Owens         | 6:9, 5:9, 9:5, 9:7, 9:4        |                         |
| Hurghada       |                                          |                     |                                |                         |
| 2000/01        | Sarah Fitz-Gerald                        | Leilani Joyce       | 9:6, 9:5, 9:1                  |                         |
| 1999/00        | Carol Owens                              | Cassie Campion      | 9:1, 5:9, 5:9, 9:2, 9:2        |                         |
| 1998/99        | Michelle Martin                          | Carol Owens         | 9:3, 9:7, 2:9, 9:4             |                         |
| 1997/98        | Michelle Martin                          | Sarah Fitz-Gerald   | 9:3, 9:5, 3:9, 9:3             |                         |